# Home Sweet Home (Album)
Home Sweet Home ist das vierte Studioalbum des österreichischen Sängers Andreas Gabalier. Es erschien am 7. Juni 2013 bei den Plattenlabels Electrola und Stall-Records.

## Entstehung und Veröffentlichung
Die Titel des Albums wurden neben Gabalier selbst von Mathias Roska produziert und geschrieben. Im Januar 2013 erschien die Lead-Single Go for Gold. Der Albentitel Zuckerpuppen kam 2014 im Zuge der Bekanntheit der Musikshow Sing meinen Song – Das Tauschkonzert mit der Originalversion und der Coverversion von Sarah Connor in die Charts.

## Titelliste / Produktion
| #  | Titel                               | Autor(en) | Produzent(en) | Dauer |
| -- | ----------------------------------- | --- | ------------- | ----- |
| 01 | Traditional Clothing                | Andreas Gabalier | Mathias Roska | 3:48  |
| 02 | Zuckerpuppen                        | Andreas Gabalier | Mathias Roska | 3:18  |
| 03 | Man Of VolksRock’n’Roll             | Andreas Gabalier, Aaron Scherz | Mathias Roska | 4:37  |
| 04 | Home Sweet Home                     | Andreas Gabalier | Mathias Roska | 4:45  |
| 05 | Der Himmel                          | Mathias Roska, Andreas Gabalier | Mathias Roska | 7:13  |
| 06 | Ab zum See                          | Andreas Gabalier | Mathias Roska | 3:08  |
| 07 | You're Just Bein' You               | Rodney Clawson, Aaron Scherz | Mathias Roska | 2:54  |
| 08 | Es wär’ an der Zeit                 | Mathias Roska, Klaus Bartelmuss, Andreas Gabalier                                                                                           | Mathias Roska | 4:20  |
| 09 | Für mich bist Du schön              | Andreas Gabalier | Mathias Roska | 4:41  |
| 10 | Go For Gold                         | Andreas Gabalier | Mathias Roska | 3:37  |
| 11 | Die Beichte                         | Andreas Gabalier | Mathias Roska | 4:57  |
| 12 | Drei Männer und das Meer            | Andreas Gabalier | Mathias Roska | 4:27  |
| 13 | I sing a Liad für di (Version 2013) | Mathias Roska, Andreas Gabalier | Mathias Roska | 2:54  |
| 14 | Freddy Quinn Medley                 | Ernst Bader, Werner Scharfenberger, Walter Rothenburg, Terry Gilkyson, Richard Dehr, Dieter Rasch, Frankie Miller, Lothar Olias, Fini Busch | Mathias Roska | 3:36  |

## Kommerzieller Erfolg

### Chartplatzierungen
| ChartsChartplatzierungen | Höchstplatzierung | Wochen |
| ------------------------ | ----------------- | ------ |
| Deutschland (GfK)        | 4 (150 Wo.)       | 150    |
| Österreich (Ö3)          | 1 (163 Wo.)       | 163    |
| Schweiz (IFPI)           | 2 (128 Wo.)       | 128    |

| ChartsJahrescharts (2013) | Platzierung |
| ------------------------- | ----------- |
| Deutschland (GfK)         | 95          |
| Österreich (Ö3)           | 4           |
| Schweiz (IFPI)            | 44          |

| ChartsJahrescharts (2014) | Platzierung |
| ------------------------- | ----------- |
| Deutschland (GfK)         | 12          |
| Österreich (Ö3)           | 4           |
| Schweiz (IFPI)            | 11          |

| ChartsJahrescharts (2015) | Platzierung |
| ------------------------- | ----------- |
| Deutschland (GfK)         | 45          |
| Österreich (Ö3)           | 27          |
| Schweiz (IFPI)            | 36          |

### Auszeichnungen für Musikverkäufe
| Land/Region        | Auszeichnungen für Musikverkäufe (Land/Region, Auszeichnung, Verkäufe) | Verkäufe |
| ------------------ | ---------------------------------------------------------------------- | -------- |
| Deutschland (BVMI) | 7× Gold                                                                | 700.000  |
| Österreich (IFPI)  | 6× Platin                                                              | 90.000   |
| Schweiz (IFPI)     | Platin                                                                 | 30.000   |
| Insgesamt          | 1× Gold · 10× Platin ·                                                 | 820.000  |